# Cybianthus rostratus
Cybianthus rostratus là một loài thực vật có hoa trong họ Anh thảo. Loài này được (Hassk.) G.Agostini mô tả khoa học đầu tiên năm 1980.